# 2 гривні (монета)
2 гривні — обігова монета України, введена в обіг Національним банком України (НБУ) 27 квітня 2018 року, яка перебуває в обігу паралельно з банкнотами цього ж номіналу, випущених з 2004 року і пізніше. Монета є законним платіжним засобом України та обов'язкова до прийому без обмежень у всі види платежів, для зарахування на розрахункові та кредитні рахунки, а також для грошових переказів по Україні та за кордон. 

## Історія
Українські обігові монети номіналом 2 гривні були запроваджені в грошовий обіг України 27 квітня 2018 року в рамках програми НБУ, анонсованої 2018 року, по заміщенню в обігу дрібних банкнот, монетами відповідних номіналів. 2-гривневі монети карбуються із нового матеріалу, який досі ніколи не використовувався в українській монетній справі — низьковуглецевої сталі з гальванічним нікелевим покриттям. Презентація нових обігових монет номіналом 1, 2, 5 та 10 гривень, була проведена НБУ ще 14 березня 2018 року. Першим етапом заміни банкнот, стало введення 27 квітня 2018 року монет в 1 та 2 гривні. Протягом наступного етапу — були введені монети номіналом 5 гривень (20 грудня 2019 року) та 10 гривень (3 червня 2020 року).

## Монети масового випуску
Аверс 2 гривень зразка 2018 року містив зображення малого Герба України, в обрамленні давньоруського орнаменту, а також логотип Банкнотно-монетного двору НБУ. А реверс монети містив зображення Ярослава Мудрого (983/987 — 1054) — Великого князя київського (1015–1018, 1019–1054), Князя ростовського (988–1010) і новгородського (1010–1034); аналогічне його портрету на банкноті у 2 гривні зразка 2004 року, яка підлягала вилученню з обігу. Авторами дизайну монети стали художники: Володимир Дем'яненко (аверс), Роман Чайковський (реверс).
| Обігові 2 гривні звичайного випуску, зразка 2018 року | Обігові 2 гривні звичайного випуску, зразка 2018 року | Обігові 2 гривні звичайного випуску, зразка 2018 року | Обігові 2 гривні звичайного випуску, зразка 2018 року | Обігові 2 гривні звичайного випуску, зразка 2018 року | Обігові 2 гривні звичайного випуску, зразка 2018 року | Обігові 2 гривні звичайного випуску, зразка 2018 року    | Обігові 2 гривні звичайного випуску, зразка 2018 року | Обігові 2 гривні звичайного випуску, зразка 2018 року | Обігові 2 гривні звичайного випуску, зразка 2018 року | Обігові 2 гривні звичайного випуску, зразка 2018 року | Обігові 2 гривні звичайного випуску, зразка 2018 року | Обігові 2 гривні звичайного випуску, зразка 2018 року |
| Зображення                                            | Зображення                                            | Зображення                                            | Параметри                                             | Параметри                                             | Параметри                                             | Параметри                                                | Опис                                                  | Опис                                                  | Опис                                                  | Дата                                                  | Дата                                                  |                                                       |
| Аверс                                                 | Реверс                                                | Гурт                                                  | Діаметр (мм)                                          | Товщина (мм)                                          | Маса (г)                                              | Матеріал                                                 | Гурт                                                  | Аверс                                                 | Реверс                                                | введення                                              | карбування                                            |                                                       |
| ----------------------------------------------------- | ----------------------------------------------------- | ----------------------------------------------------- | ----------------------------------------------------- | ----------------------------------------------------- | ----------------------------------------------------- | -------------------------------------------------------- | ----------------------------------------------------- | ----------------------------------------------------- | ----------------------------------------------------- | ----------------------------------------------------- | ----------------------------------------------------- | ----------------------------------------------------- |
|                                                       |                                                       |                                                       | 20,2                                                  | 1,8                                                   | 4                                                     | Низьковуглецева сталь з гальванічним нікелевим покриттям | Рифлений                                              | Герб України, номінал, декоративні візерунки          | Ярослав Мудрий                                        | 27 квітня 2018 року                                   | 2018, 2019, 2020, 2021                                |                                                       |

### Критика дизайну
2021 року НБУ відгукнувся на скарги українців щодо невдалого дизайну монет в 1 та 2 гривні зразка 2018 року, які почались одразу після їх випуску. Серед причин українці зазначали, що монети важко відрізнити одну від одної, до того ж вони губляться в сумках та гаманцях через маленький розмір. Керівництво НБУ сформувало робочу групу, провело фокус-групи та розпочало обговорення можливих змін дизайну. 2023 року стало відомо, що НБУ відклав розв'язання проблеми невдалого дизайну монет, а розляд цього питання почнеться лише після завершення Російсько-української війни

## Ювілейні та пам'ятні монети обмеженного випуску
Також з 1996 року НБУ карбує обмеженними тиражами 2-гривневі пам'ятні та ювілейні монети у якості пруф з недорогоцінних (нейзільбер) та дорогоцінних металів (срібло, золото).

## Інвестиційні монети
З 2012 року НБУ випускає в обіг інвестиційні 2-гривневі монети, які містять 3,11 грамів золота 999,9 проби. Вони призначені для інвестування та накопичення й карбуються у якості пруф. Такі монети віднесені до категорії банківських металів. Номінальна вартість цих монет значно нижча від вартості дорогоцінного металу, з якого вони відкарбовані.

## Кількість монет в обігу
Станом на 1 липня 2023 року в грошовому обігу Україні перебувало 467,8 мільйонів штук 2-гривневих монет (без пам'ятних та інвестиційних), що складає 3,2 % від загального монетного обсягу.

## Монетні набори
З 2018 року й досі НБУ випускаються колекційні набори монет України у якості пруф, до яких, зокрема, входять і обігові 2-гривневі монети:
| 2021 | Колекційний набір. Монети України | 20000 | 10 і 50 копійок; 1, 2, 5 і 10 гривень (зразка 2018 року) |
| 2020 | Колекційний набір. Монети України | 30000 | 10 і 50 копійок; 1, 2, 5 і 10 гривень (зразка 2018 року) |
| 2019 | Колекційний набір. Монети України | 20000 | 10 і 50 копійок; 1, 2, 5 гривень (зразка 2018 року); 10 гривень «КрАЗ-6322 „Солдат“»; 10 гривень «На варті життя»; 10 гривень «Учасникам бойових дій на території інших держав» |